# جون إتش بريان
جون إتش بريان (بالإنجليزية: John H. Bryan)‏ هو شخصية أعمال أمريكي، ولد في 5 أكتوبر 1936، وتوفي في 1 أكتوبر 2018.

## وصلات خارجية
- جون إتش بريان على موقع إن إن دي بي (الإنجليزية)